# ZALA Lancet
ZALA Lancet je UAV/lebdeće streljivo koje je razvila ruska tvrtka ZALA Aero Group (dio koncerna Kalašnjikov) za ruske oružane snage. Prvi put je predstavljen u lipnju 2019. tijekom vojne izložbe ARMY-2019 održane u Moskvi.

## Opis
ZALA Lancet se može koristiti i za izviđanje i za udarne misije, ima maksimalni domet od 40 km i maksimalnu masu uzlijetanja (MTOW) do 12 kg. U borbenom načinu rada može biti naoružan visokoeksplozivnim (HE) ili HE-fragmentacijskim bojevim glavama. Sadrži optičko-elektroničko navođenje, kao i jedinicu za TV navođenje, koja omogućuje kontrolu u terminalnoj fazi leta. Dron ima module za nadzor, navigaciju i komunikaciju. Prema riječima glavnog dizajnera Zala Aero Alexandera Zakharova, Lancet se može koristiti u takozvanoj ulozi "miniranja zraka". U ovoj ulozi dron roni maksimalnom brzinom do 300 km/h i pogađa neprijateljske UCAV -ove usred leta. Lancet se može lansirati putem katapultnog lansera sa kopnenih ili morskih platformi poput ophodnih brodova klase Raptor.

## Operativna povijest
Lancet je borbeno testiran u Siriji tijekom ruske vojne intervencije u sirijskom građanskom ratu najranije od studenoga 2020.
Dana 8. lipnja 2022., ruska obrambena korporacija Rostec objavila je da su dronovi Lancet i KUB raspoređeni tijekom ruske invazije na Ukrajinu 2022. godine. Mjesec dana kasnije pojavila se prva snimka njihove borbene uporabe u Ukrajini.
Krajem 2022. na društvenim mrežama pojavilo se više video snimaka koji prikazuju bespilotne letjelice Lancet kako napadaju različite ukrajinske vojne ciljeve poput sustava protuzračne obrane, samohodnih haubica, tenkova ili vojnih kamiona. Neki od oštećenih/uništenih ciljeva bili su raketni sustavi S-300, raketni sustav Buk-M1, tenk T-64 ili haubice M777, M109 i FH70 isporučene sa Zapada.
Dana 4. studenoga 2022., topovnjaču ukrajinske mornarice klase Gyurza-M oštetio je dron Lancet. Prvi put je dron Lancet napao pomorski cilj tijekom rata.

## Varijante

#### Lancet-3
Osnovna i veća varijanta s 40 minuta izdržljivosti, maksimalnom nosivošću od 3 kg (12 kg MTOW) i maksimalnom brzinom od 80–110 km/h.

#### Lancet-1
Manja verzija Lanceta-3. Nosi 1 kg korisnog tereta (5 kg MTOW) i ima izdržljivost od 30 minuta.
Ruske trupe u Ukrajini počele su koristiti nadograđeni Lancet s povećanim trajanjem leta od jednog sata i jačom bojevom glavom većom od pet kilograma, što je najmanje dva kilograma više od osnovne verzije drona. Za napade na vojno osoblje koristi se visokoeksplozivna fragmentacijska ili termobarička bojnoa glava, protiv oklopnih vozila koristi se HEAT bojna glava.